# Avertissement (théâtre)
Pour les articles homonymes, voir Avertissement.
Au théâtre, l'avertissement est un texte d'escorte où l'auteur dramatique s'adresse directement au lecteur, l'avertit de ses intentions, précise les circonstances de son travail, analyse son œuvre, prévient d'éventuelles objections.